# Jämtland

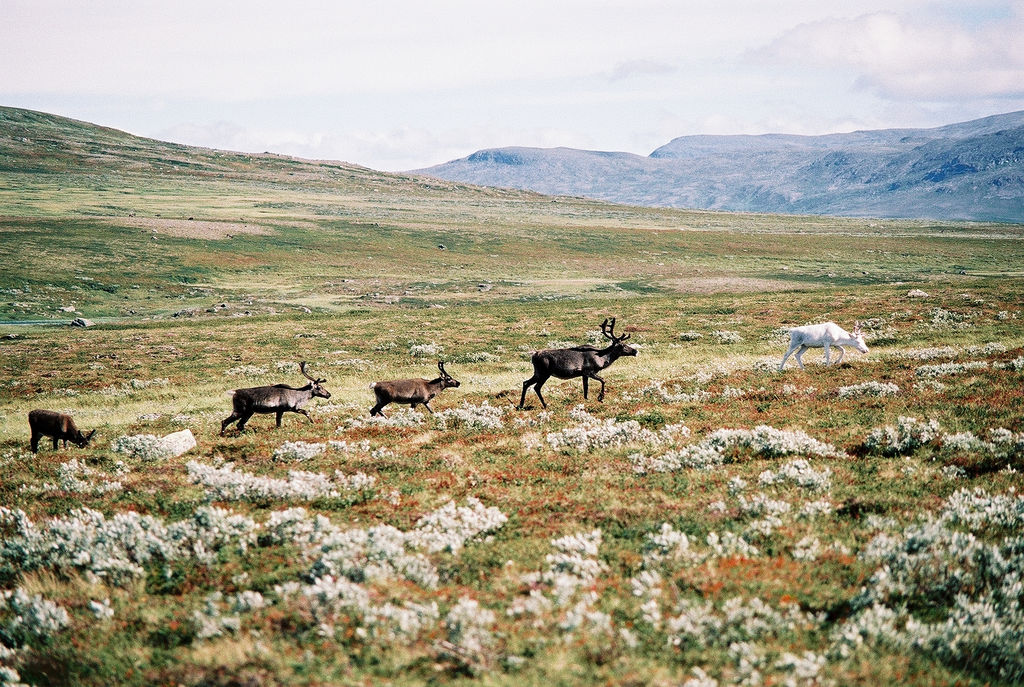
Renas nas montanhas da Jämtland

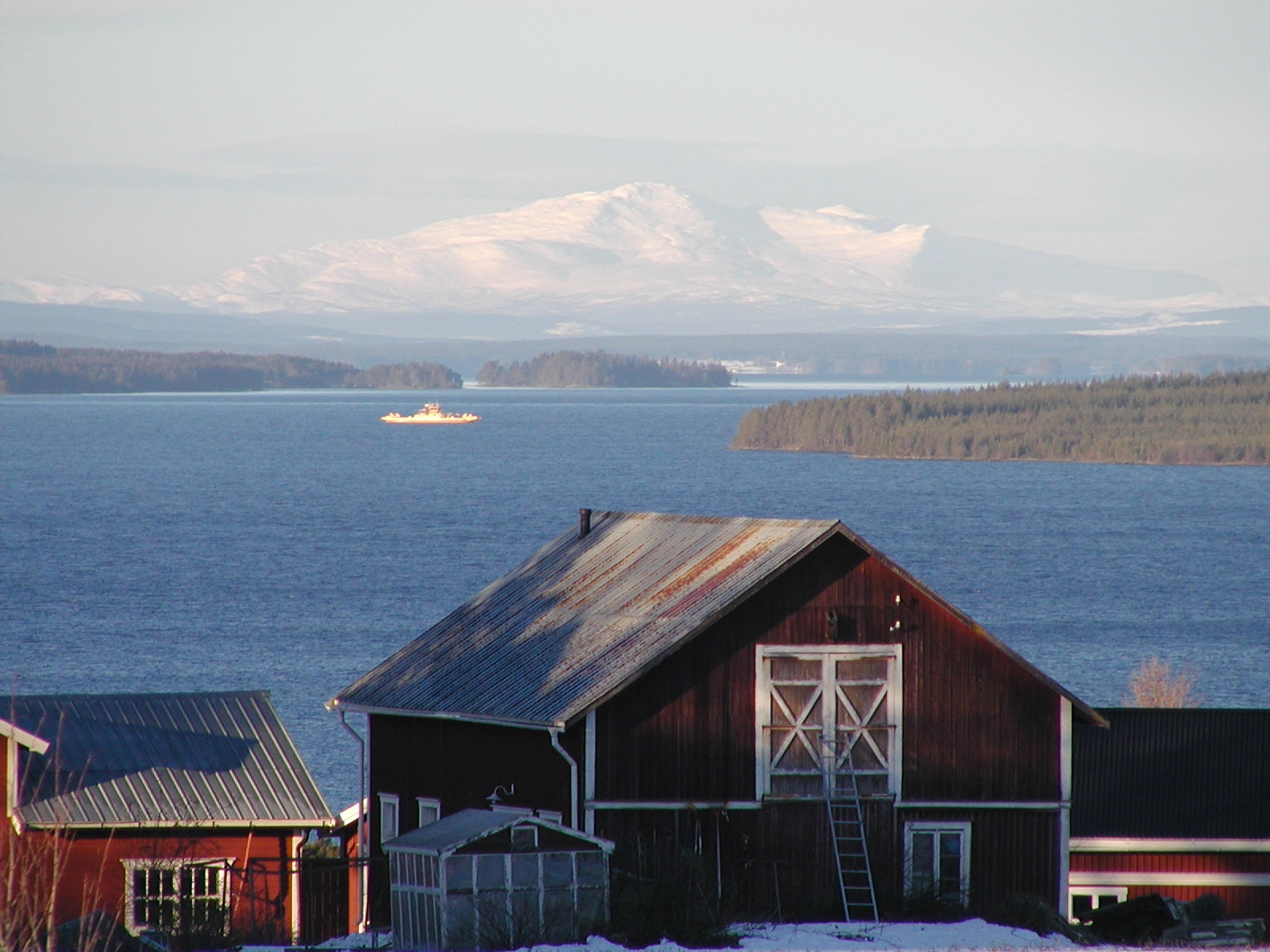
Grande Lago

A Jämtland ( PRONÚNCIA), raramente Jemtlândia (em latim: Iemtlandia), Jemtlanda, Jemcia (em latim: Jemtia) ou Jempia (em latim: Iempihia), é uma província histórica da Suécia.      Está situada no sudoeste da região histórica da Norlândia (Norrland), imediatamente a sul da província histórica da Lapónia, e tem fronteira com a Noruega.

Ocupa 8% da superfície total do país e tem cerca de 119 508 habitantes (2023).

É a segunda maior província da Suécia, e fica precisamente no centro da Escandinávia.

Como província, não possui funções administrativas, nem significado político, mas está presente no nome de por exemplo Jämtlands Gymnasium Wargentin (escola secundária), Jämtland-Härjedalens Ishockeyförbund (federação regional de hóquei no gelo) e Jämtlands Tidning (jornal regional).

## Etimologia e uso
O topônimo Jämtland é composto pelas palavras nórdicas jämte (nome dum povo da região) e land (terra), significando assim "terra dos jämtar". O termo está registado desde o século XI como Iamtaland, Jamtaland, e Iæmtæland.
Em textos em português costuma ser usada a forma original Jämtland.

| “ | A província de Jämtland é um território grande e situa-se ao sul da Lapônia. | ” |

## A província histórica e o condado atual
A província histórica da Jämtland faz quase toda parte do condado da Jämtland, o qual inclui ainda a província histórica da Härjedalen, e partes da Hälsingland e Ångermanland.

A Província histórica da Jämtland
A Província histórica da Härjedalen
O condado da Jämtland

## Heráldica

O brasão de armas provém do sinete da província no século XVII, quando ainda pertencia ao reino da Dinamarca e Noruega. Representa uma cena de caça ao alce com ajuda de falcão e cão.

## História
Do século X ao XII, a Jämtland foi uma república camponesa independente, com governo e parlamento próprio (Jamtamot). O seu nome aparece pela primeira vez na pedra rúnica de Frösö. Uma vez conquistada em 1178 pela Noruega, passou a ser uma província autónoma norueguesa até ao século XVII. Em 1645, passou para a coroa sueca pela Paz de Brömsebro, firmada entre a Dinamarca e a Suécia. O brasão da província tem um grande alce – símbolo da Jämtland – atacado pelos dois lados – símbolo da disputa histórica envolvendo a Suécia e a Noruega.

## Geografia

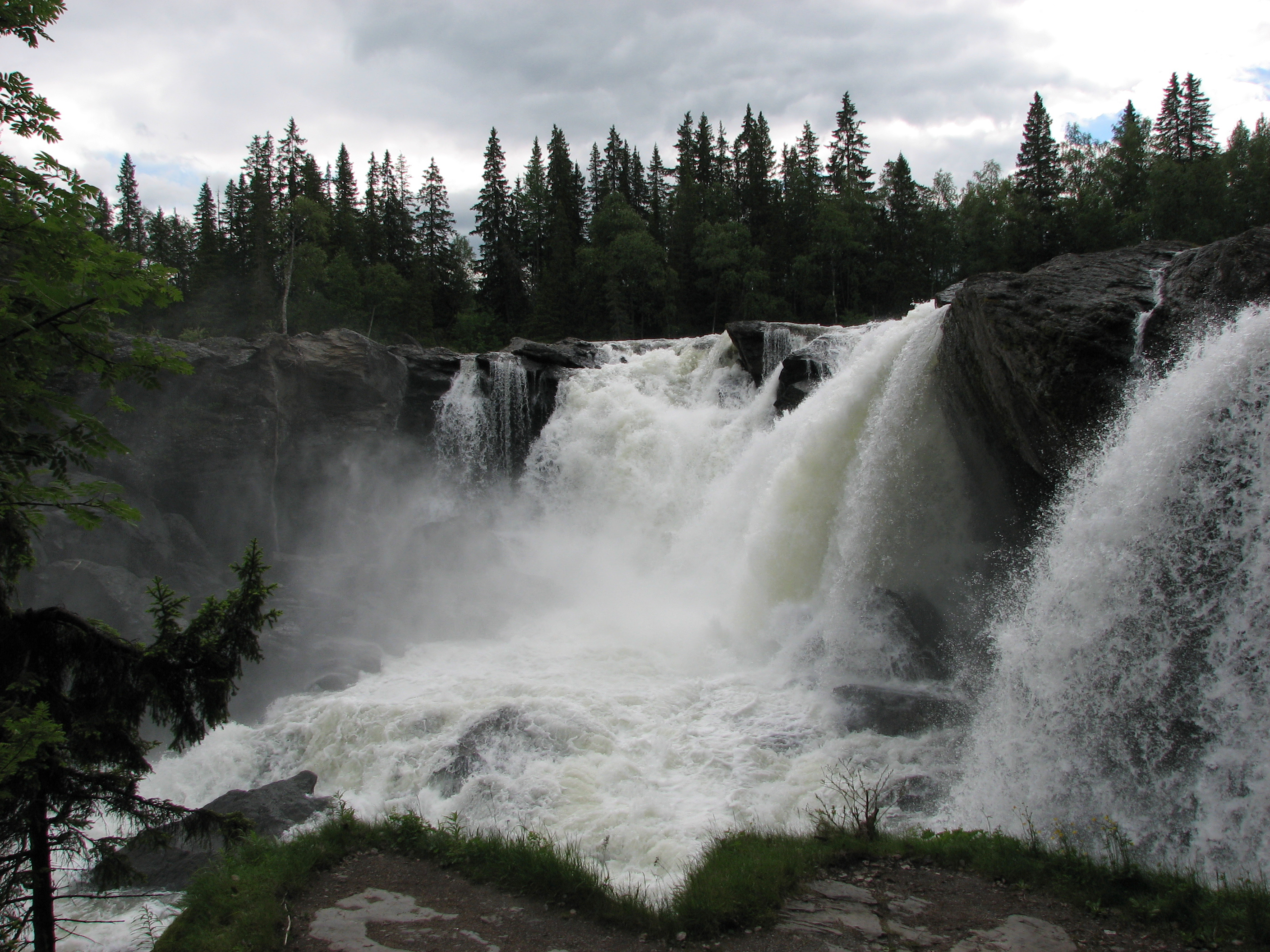
A queda de água de Ristafallet.

Situada precisamente no ponto central da Escandinávia, a Jämtland faz fronteira a norte com a Lapónia, a leste com a Ångermanland, a sul com a Härjedalen e Medelpad e a oeste com a Noruega.
                                                                   
A sua natureza selvagem atrai numerosos turistas graças às suas enormes florestas, às suas grandes montanhas, aos seu numerosos lagos e ao seus rios de águas bravias.
                                                                                                                    É constituída  a leste por um planalto de terras altas, cobertas de florestas de pinheiros e abetos, e a oeste pelas serranias dos Alpes Escandinavos, com a serra de Sylarna como o ponto mais elevado (1 728 metros).

A norte e a sul do Grande Lago (Storsjön), é praticada a agricultura.
                                                                                                       
O rio Indalsälven nasce nos Alpes Escandinavos e atravessa a Jämtland de noroeste para sudeste, passando pelo lago Storsjön.

### Maiores centros urbanos
- Östersund (49 806)[19]
- Brunflo (3 916)[20]
- Krokom (2 087)[21]
- Strömsund (3 516)[22]

### Comunas
- Åre
- Berg
- Krokom
- Strömsund
- Östersund
- Bräcke
- Ragunda
- Dorotea
- Ånge

## Comunicações

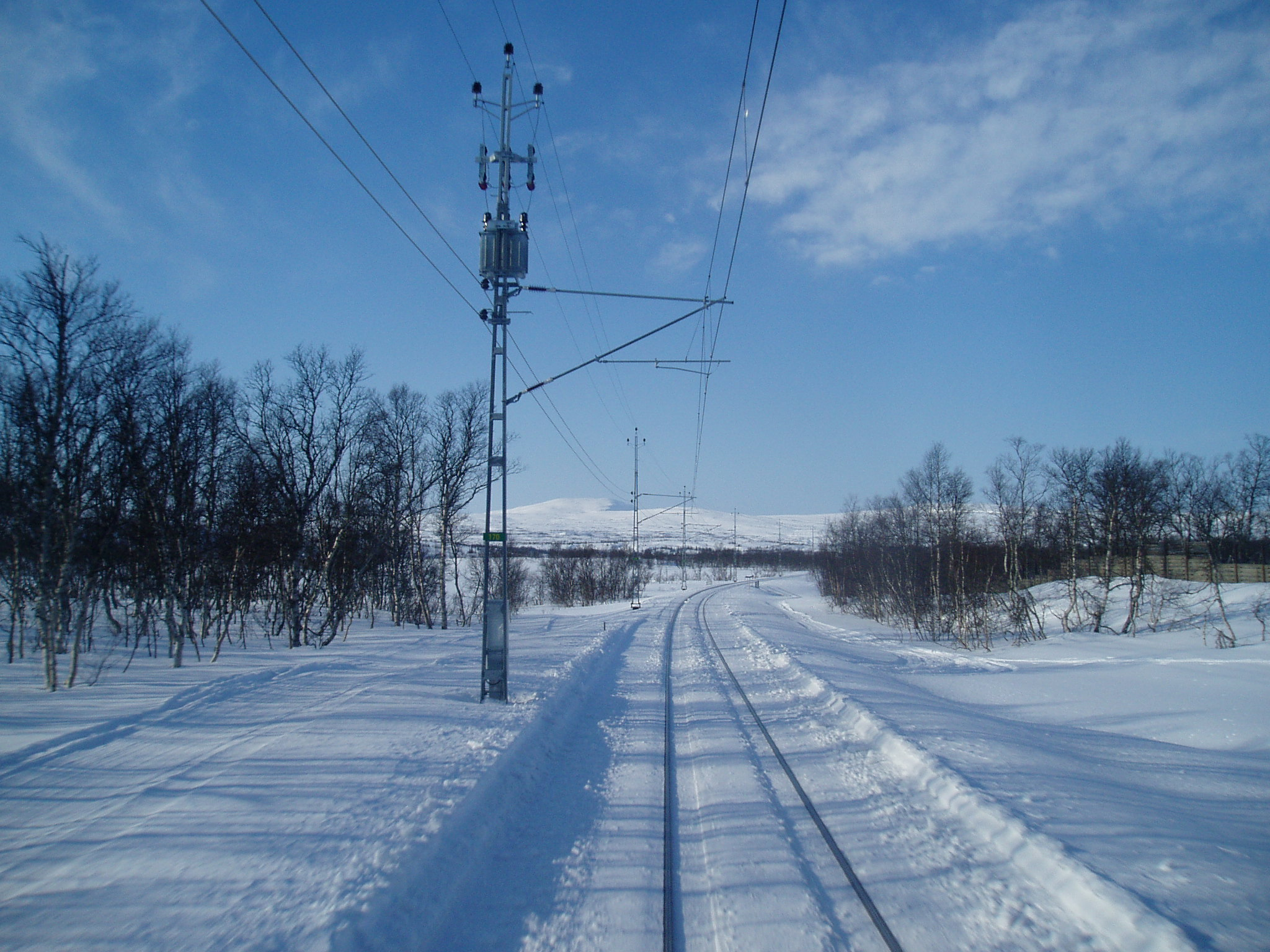
A linha ferroviária em Storlien

A província da Jämtland é atravessada de norte a sul pela estrada europeia E45 (Karesuando-Östersund-Gotemburgo) e de leste a oeste pela estrada europeia E14 (Sundsvall-Östersund-Trondheim).
A Jämtland é servida pela Linha do Interior (atravessando a província no sentido norte-sul, e passando por Strömsund e Östersund) e pela Linha Central (atravessando a província no sentido leste-oeste, e passando por Bräcke, Östersund, Åre e Storlien.                                                                                          Östersund e Brunflo são dois importantes nós ferroviários, entre as quais coincidem essas duas linhas férreas.                                                                                                                               
A cidade de Östersund tem ligação ferroviária com Sundsvall na costa leste e Trondheim na costa oeste da Noruega, assim como com Estocolmo, e durante a noite com Malmö, Gotemburgo e Estocolmo. 
Na ilha de Frösön, perto da cidade de Östersund, está localizado o aeroporto de Åre-Östersund.

## Economia
Embora a Jämtland tenha uma agricultura significativa nas terras extraordinariamente férteis da região em torno do lago Storsjön, é a exploração florestal que é tradicionalmente a base mais importante da economia da província.                                                                                                          
A indústria existente na província está centrada na área do lago Storsjön, particularmente na cidade de Östersund, e em menor escala na pequena cidade de Järpen e na localidade de Trångsvik. 
Nos nossos dias, o turismo é uma atividade relevante, especialmente no inverno. Åre e Storlien atraem muitos turistas interessados na prática de esquis e de outros desportos da neve. No verão, a província com os seus 3 000 lagos oferece caminhadas de montanha, canoagem e pesca. 

## Património histórico, cultural e turístico
A Jämtland é muito procurada pelos turistas que buscam estâncias de esquis e natureza selvagem.

- Tännforsen (Queda de água com 37 m)
- Aldeia lapónica de Njarka (Mostra a pastorícia de renas, ensina a usar o ’’lasso’’ lapão permite dormir nas tendas tradicionais)
- Estâncias de esquis de Åre, Duved e Storlien
- Jamtli (Museu regional-nacional em Östersund)
- Tapeçaria de Överhogdal (Peça da era dos vikings, datada para ca 1000 d.C.)
- Döda fallet
- Sylarna (Montanha e glaciar com 1 762 m de altitudea
- Monstro do lago Storsjön

## Galeria

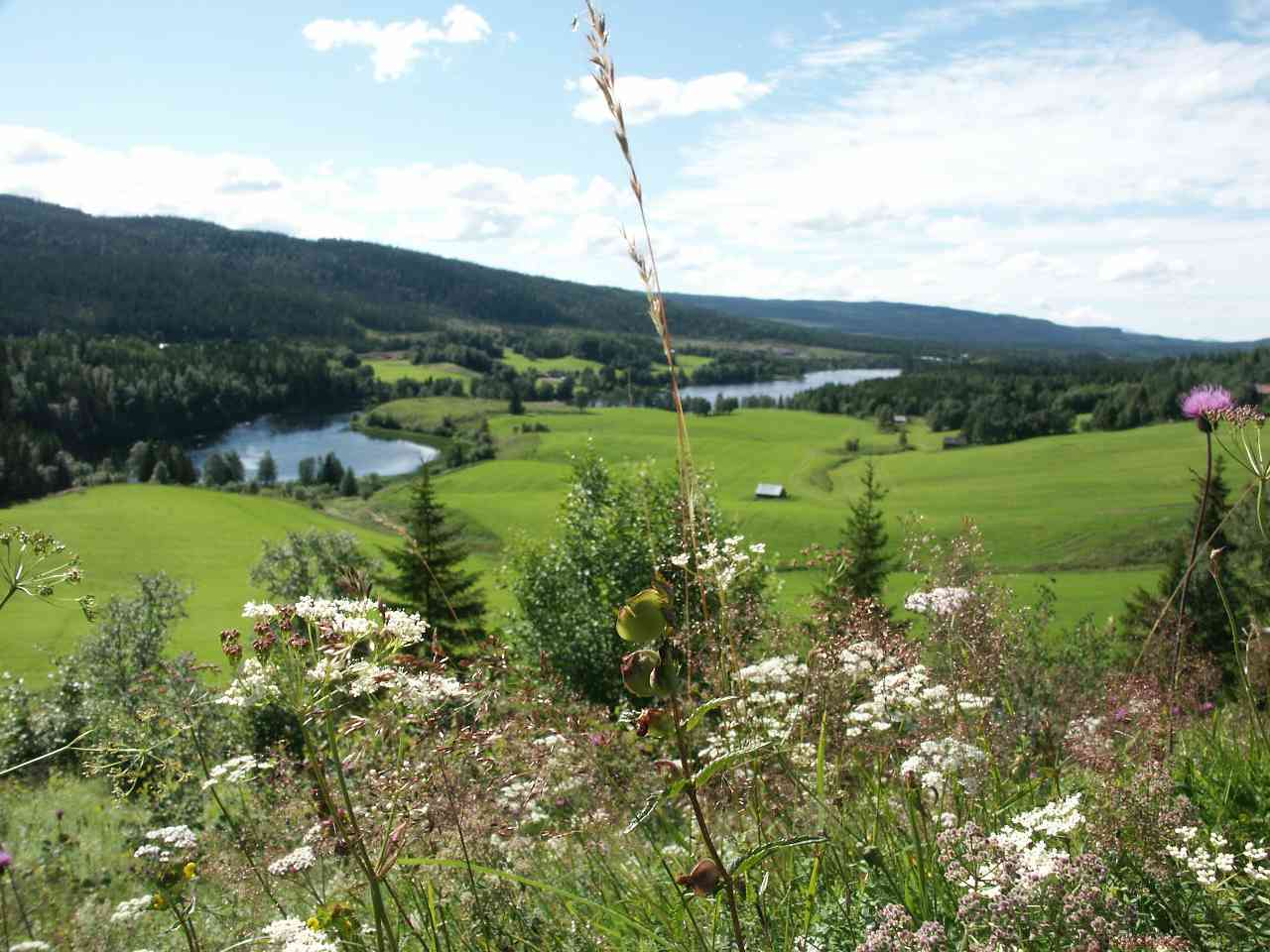
A Jämtland das montanhas, florestas e lagos
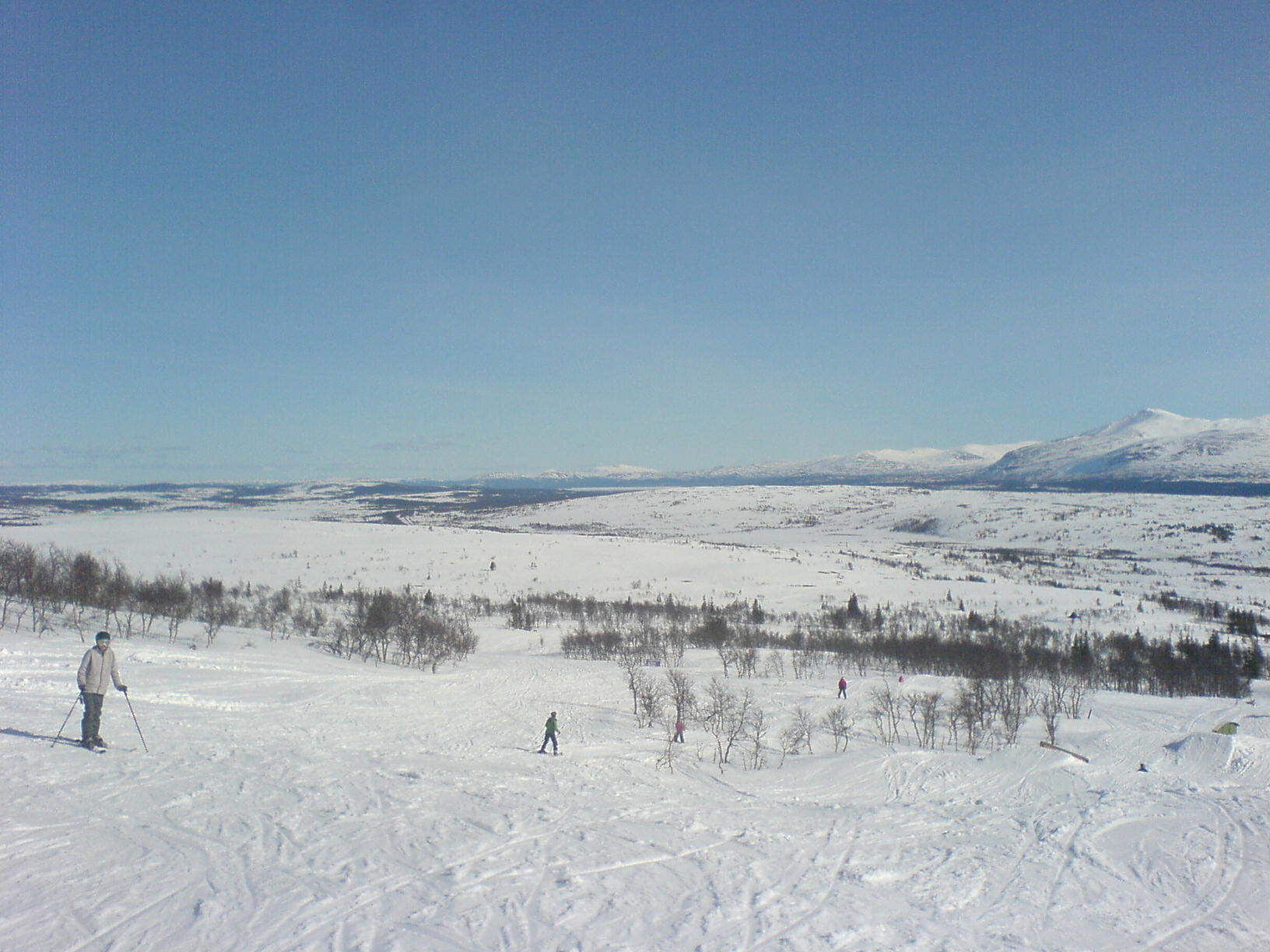
Åre, o principal centro de esqui alpino da Suécia
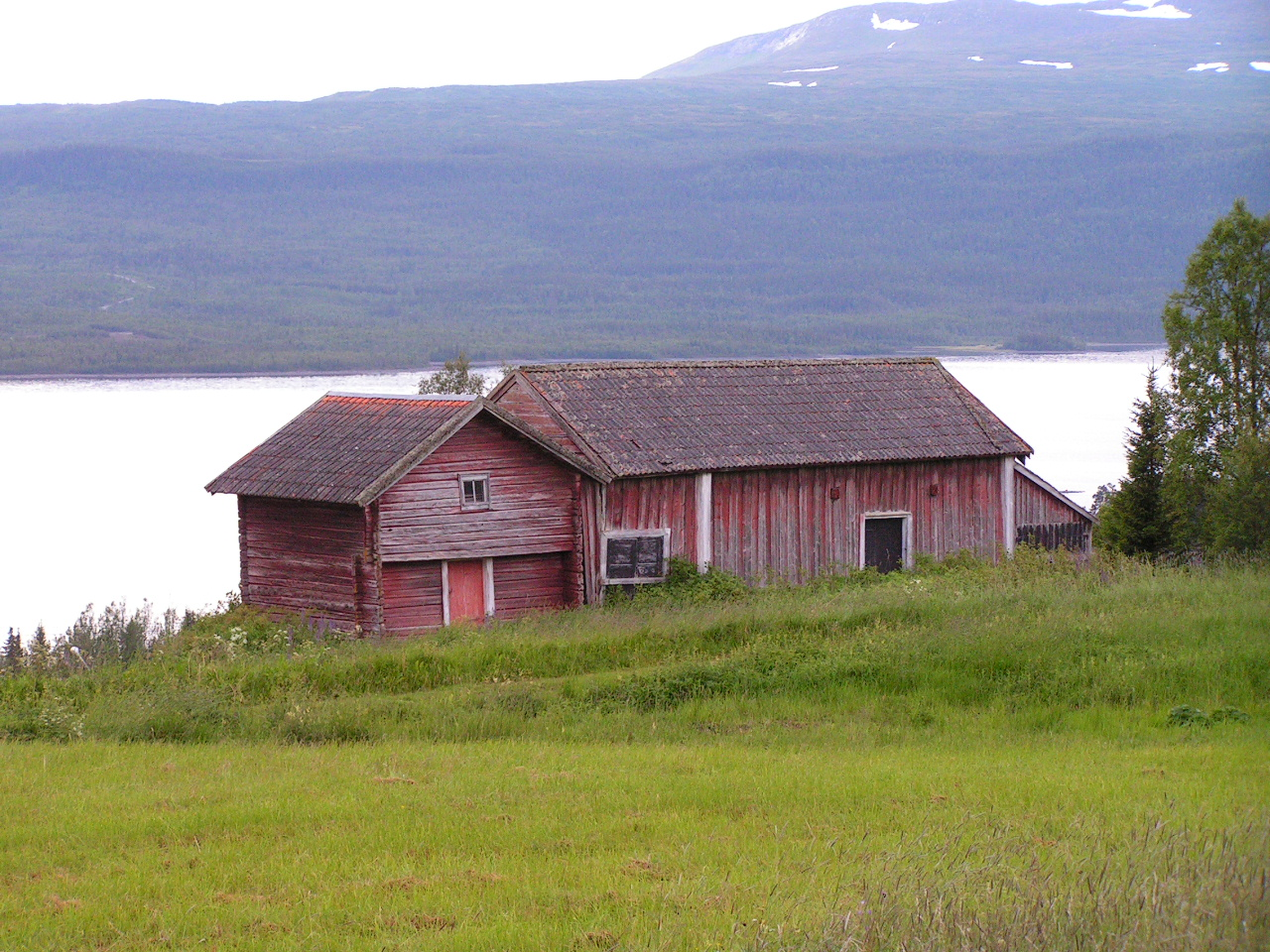
Casas tradicionais
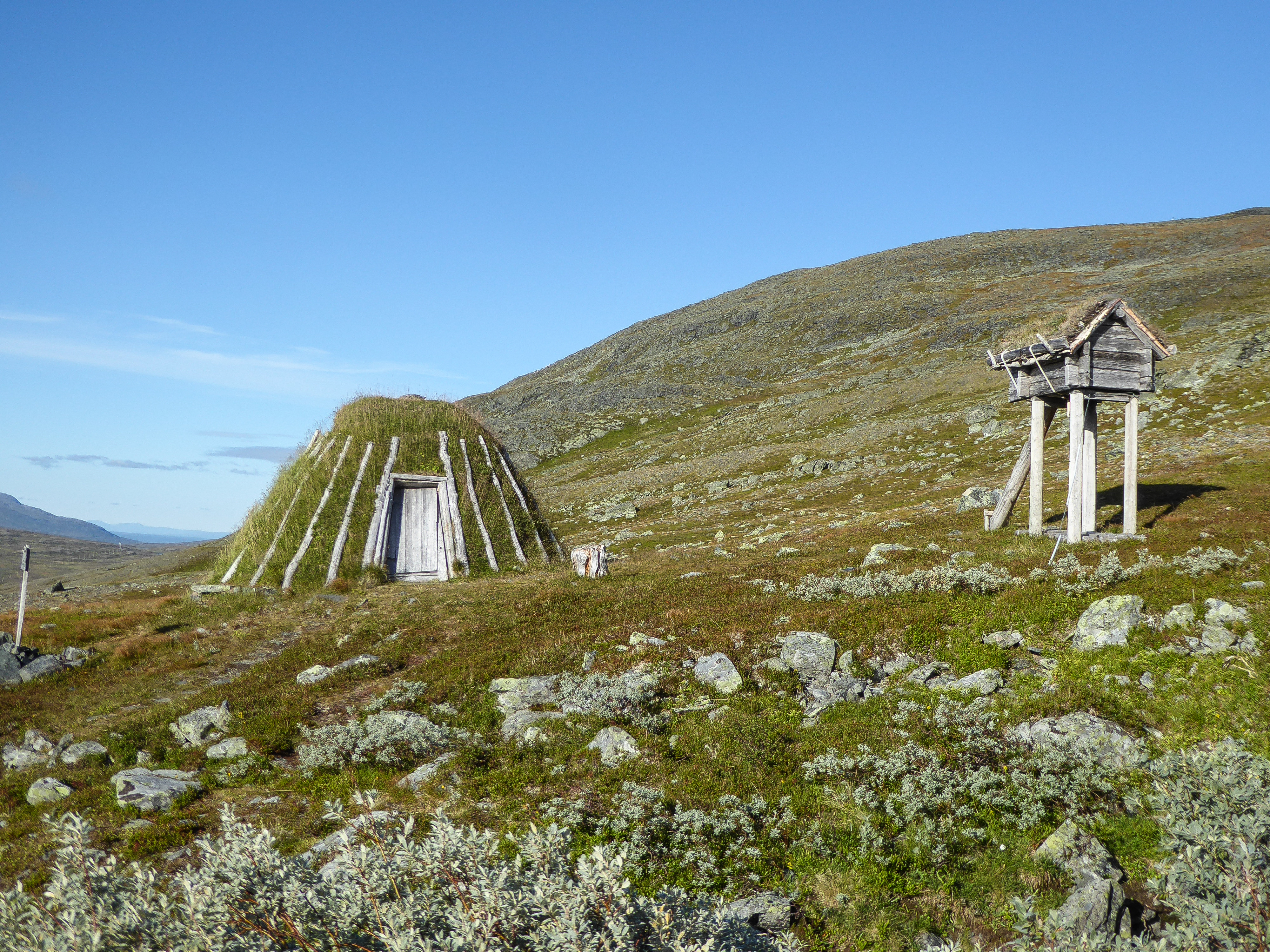
Habitação tradicional dos lapões na montanha de Sylarna
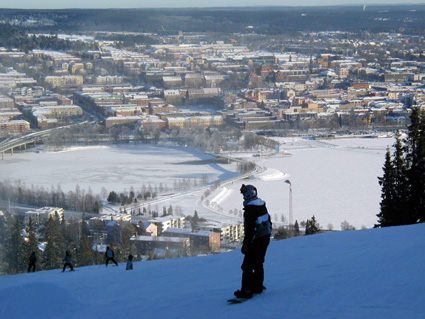
A cidade de Östersund, no inverno.
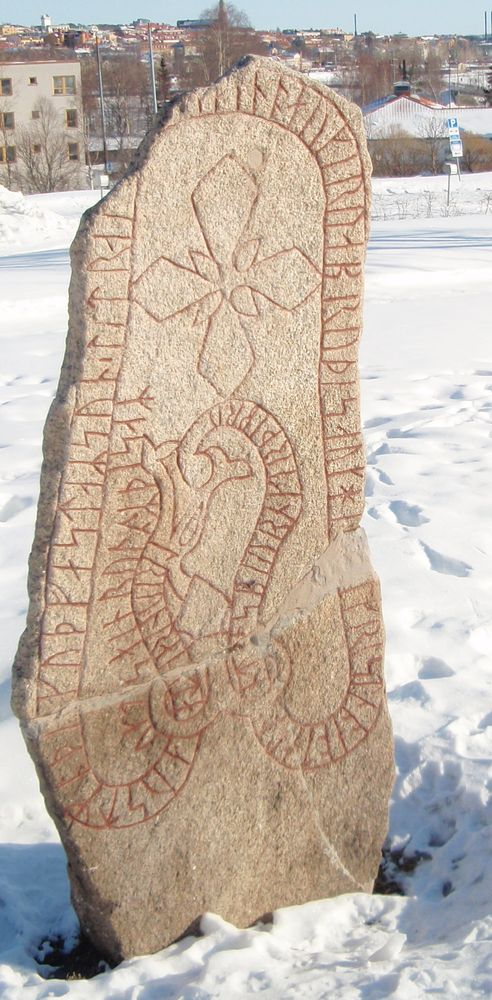
A pedra rúnica de Frösö, na ilha de Frösön, no lago Storsjön, em frente da cidade de Östersund